# ハン・ミジン
ハン・ミジン（Han Mi-Jin、 1995年8月2日- ）は韓国の柔道選手。階級は78kg超級。

## 経歴
2013年のアジアジュニア78kg超級で3位になった。2014年の世界ジュニア個人戦では5位だったが、団体戦では3位になった。2015年の世界ジュニアでは準決勝で冨田若春に崩上四方固で敗れて3位だった。2016年から東アジア選手権で2連覇した。2017年のグランプリ・フフホトでIJFワールド柔道ツアー初優勝を飾った
。2018年の世界選手権では3回戦で朝比奈沙羅に合技で敗れた。世界団体では韓国と北朝鮮の合同チームの一員として、準決勝の日本戦で素根輝と対戦するも袖釣込腰で敗れたが、3位決定戦でドイツを破ってチームは3位になった。2019年のアジアパシフィック選手権では決勝で同僚の金珉程に敗れて2位だった。ユニバーシアードの70kg超級では決勝で秋場麻優に反則勝ちして優勝したが、無差別では決勝で秋葉に反則負けして2位だった。団体戦では3位となった。2021年7月に日本武道館で開催された東京オリンピックでは7位だった。

## 主な戦績
- 2013年 - アジアジュニア 3位
- 2014年 - 世界ジュニア 個人戦 5位、団体戦 3位
- 2015年 - 世界ジュニア 3位
- 2016年 - 東アジア選手権 優勝
- 2017年 - 東アジア選手権 優勝
- 2017年 - グランプリ・フフホト 優勝
- 2017年 - ユニバーシアード 優勝
- 2018年 - 世界団体 3位
- 2019年 - アジアパシフィック選手権 2位
- 2019年 - ユニバーシアード 個人戦70kg超級 優勝、無差別 2位、団体戦 3位
- 2019年 -　グランドスラム・アブダビ　優勝
- 2021年 -　アジア・オセアニア選手権　個人戦　3位　団体戦　優勝
- 2021年 -　東京オリンピック 7位

(出典、JudoInside.com)